# Одуванчик лекарственный
Одува́нчик лека́рственный, или Одуванчик полево́й, или Одуванчик апте́чный, или Одуванчик обыкнове́нный (лат. Taráxacum officinále) — наиболее известный вид рода Одуванчик (Taraxacum) семейства Астровые (Asteraceae).

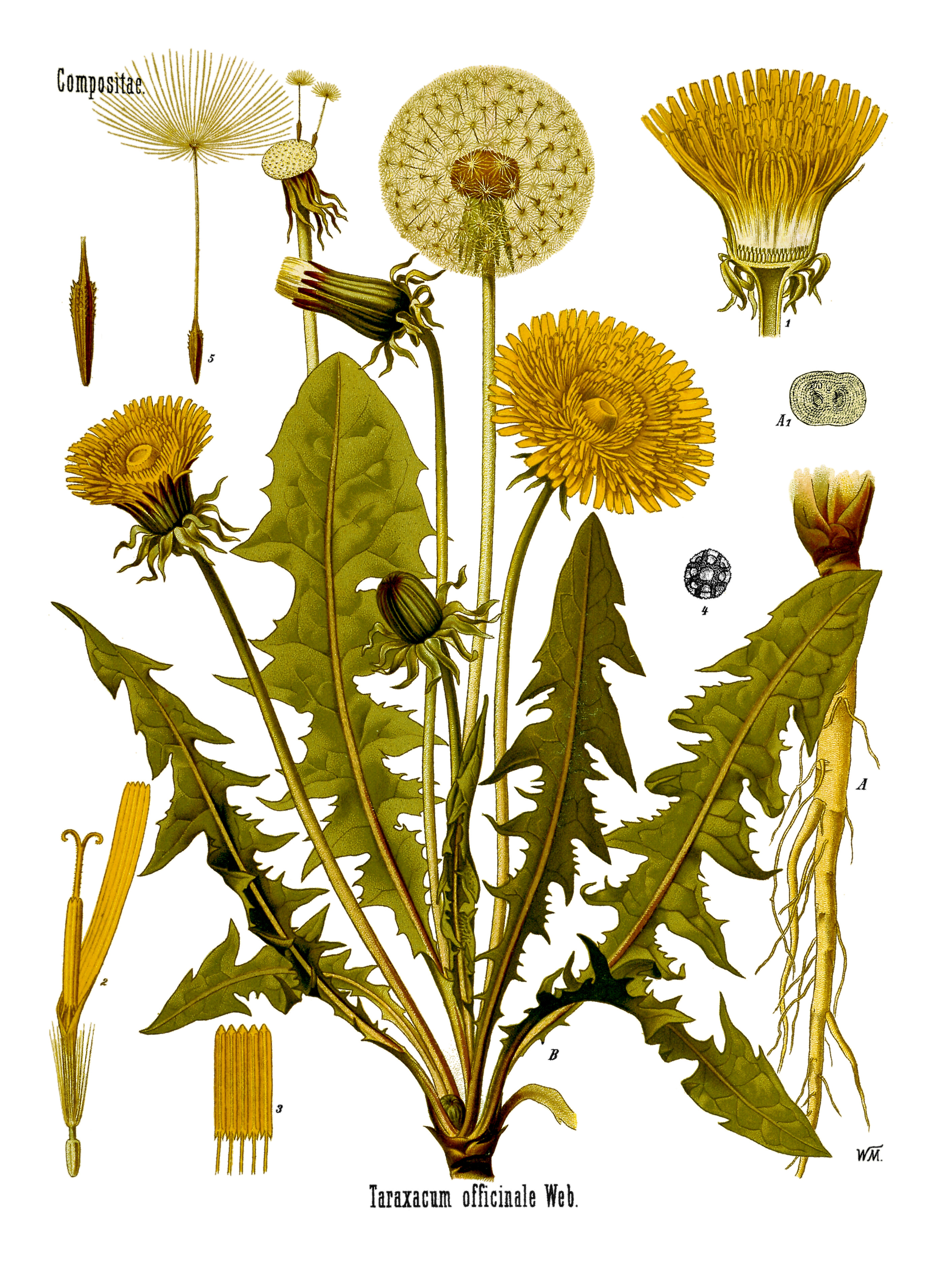

## Распространение и экология
Одуванчик лекарственный — одно из самых распространённых растений, особенно в лесостепной зоне. Растёт на лугах, полянах, около дорог, на выгонах и у жилья, часто как сорняк в полях, садах, огородах и парках в европейской части России, на Украине, в Белоруссии, на Кавказе, в Молдавии, Приднестровье, в Средней Азии, Сибири, на Дальнем Востоке, на Сахалине, Камчатке.

## Ботаническое описание
Одуванчик лекарственный — многолетнее травянистое растение высотой до 30 см, с маловетвистым стержневым корнем толщиной около 2 см и длиной около 60 см, в верхней части переходящим в короткое многоглавое корневище.
Листья одуванчика голые, перисто-надрезанные или цельные, ланцетные или продолговато-ланцетные, зубчатые, длиной 10—25 см, шириной 1,5—5 см, собранные в прикорневую розетку.
Цветоносная стрелка сочная, цилиндрическая, полая внутри, оканчивающаяся одиночной корзинкой язычковых обоеполых ярко-жёлтых цветков диаметром до 5 см. Цветоложе голое, плоское, ямчатое.
Формула цветка: {\displaystyle \uparrow K_{\infty }\;C_{(5)}\;A_{(5)}\;G_{({\overline {2}})}}
.
Плод — серовато-бурая веретенообразная семянка с хохолком, состоящим из белых неветвистых волосков. Семянки прикреплены к цветоложу непрочно и легко разносятся ветром.
Все части растения содержат густой белый млечный сок, горький на вкус.
Семянка одуванчика прорастают в первую же неделю. В первый год возникающее растение образует розетку листьев и стержневой корень. Цветение и плодоношение начинается со второго года жизни.
Цветёт одуванчик в мае—июне, иногда наблюдается осеннее цветение, плодоносит — с конца мая по июль.
|                                                       |  |  |  |
| Общий вид цветущих растений, листья, соцветие, семена |  |  |  |

## Химический состав
Млечный сок растения содержит тараксацин и тараксацерин, 2—3 % каучуковых веществ, а соцветия и листья одуванчика — тараксантин, флавоксантин, витамины С, А, В2, Е, РР, холин, сапонины, смолы, соли марганца, железа, кальция, фосфора, до 5 % белка, что делает их питательными продуктами. В корнях одуванчика содержатся тритерпеновые соединения: тараксастерол, тараксерол, псевдотараксастерол, β-амирин; стерины: β-ситостерин, стигмастерин, тараксол; углеводы: до 40 % инулина; жирное масло, в состав которого входят глицериды пальмитиновой, мелиссовой, линолевой, олеиновой, церотиновой кислот; каучук, белки, слизи, смолы и др.
В цветочных корзинках и листьях обнаружены тараксантин, флавоксантин, лютеин, тритерпеновые спирты, арнидиол, фарадиол.

## Значение и применение

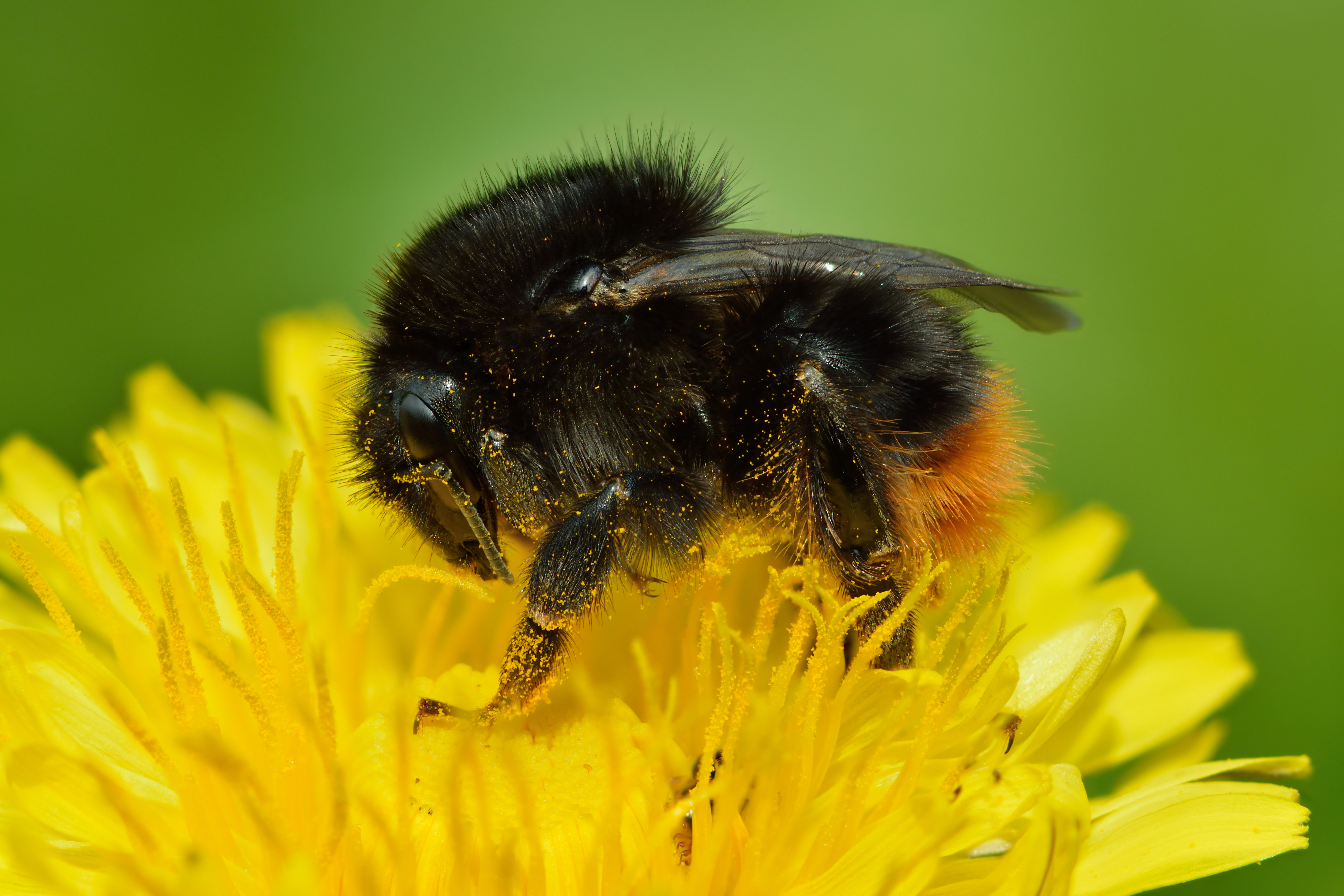
Oдуванчик — хороший источник пыльцы и нектара

С лечебной целью используют корень (лат. Radix Taraxaci), листья, траву, сок. Листья, траву и сок заготавливают в июне, корни — ранней весной или поздней осенью в стадии увядания листьев, сушат в сушилках при температуре 40—50 °С.
Весной во время цветения даёт медоносным пчёлам большое количество пыльцы-обножки, содержащей много сахара, белков и жиров. В каждой корзинке насчитывается от 90 до 140 цветков, пыльцевая продуктивность которых от 18 до 28 мг. В ассоциации дубрав пойменного леса пыльцевая продуктивность от 0,09 до 0,18 кг/га. Нектар с одуванчика пчёлы собирают в небольшом количестве и не всегда. В местах обильного цветения контрольный улей показывает суточные привесы до 1,5 кг. Мёдопродуктивность сплошного массива доходит до 50 кг с 1 га. Сильная семья может собрать до 12 кг мёда. Мёд с одуванчика ярко-желтого, янтарного, жёлтого цвета. Быстро кристаллизуется.
Хорошо поедается гусями, северным оленем (Rangifer tarandus Linnaeus), европейским лосём (Alces alces Linnaeus).

### Воздействие
Растение обладает желчегонным, жаропонижающим, слабительным, отхаркивающим, успокаивающим, спазмолитическим и лёгким снотворным действием.
Водный настой корней и листьев улучшает пищеварение, аппетит и общий обмен веществ, усиливает выделение молока у кормящих женщин, повышает общий тонус организма.
Благодаря наличию биологически активных веществ пищевая кашица из одуванчика быстрее проходит кишечник, и это способствует снижению бродильных процессов при колитах.
Экспериментально при химико-фармакологическом изучении одуванчика подтверждены противотуберкулёзные, антивирусные, фунгицидные, антигельминтные, антиканцерогенные и антидиабетические свойства.
Одуванчик рекомендуют при диабете, как тонизирующее при общей слабости, для лечения анемий.
Порошок из высушенных корней одуванчика используют для усиления выведения из организма вредных веществ с потом и мочой, как антисклеротическое средство, от подагры, ревматизма.
Отвар, густой экстракт применяют как горечь для усиления секреции пищеварительных желёз и как желчегонное средство.

### Народная медицина

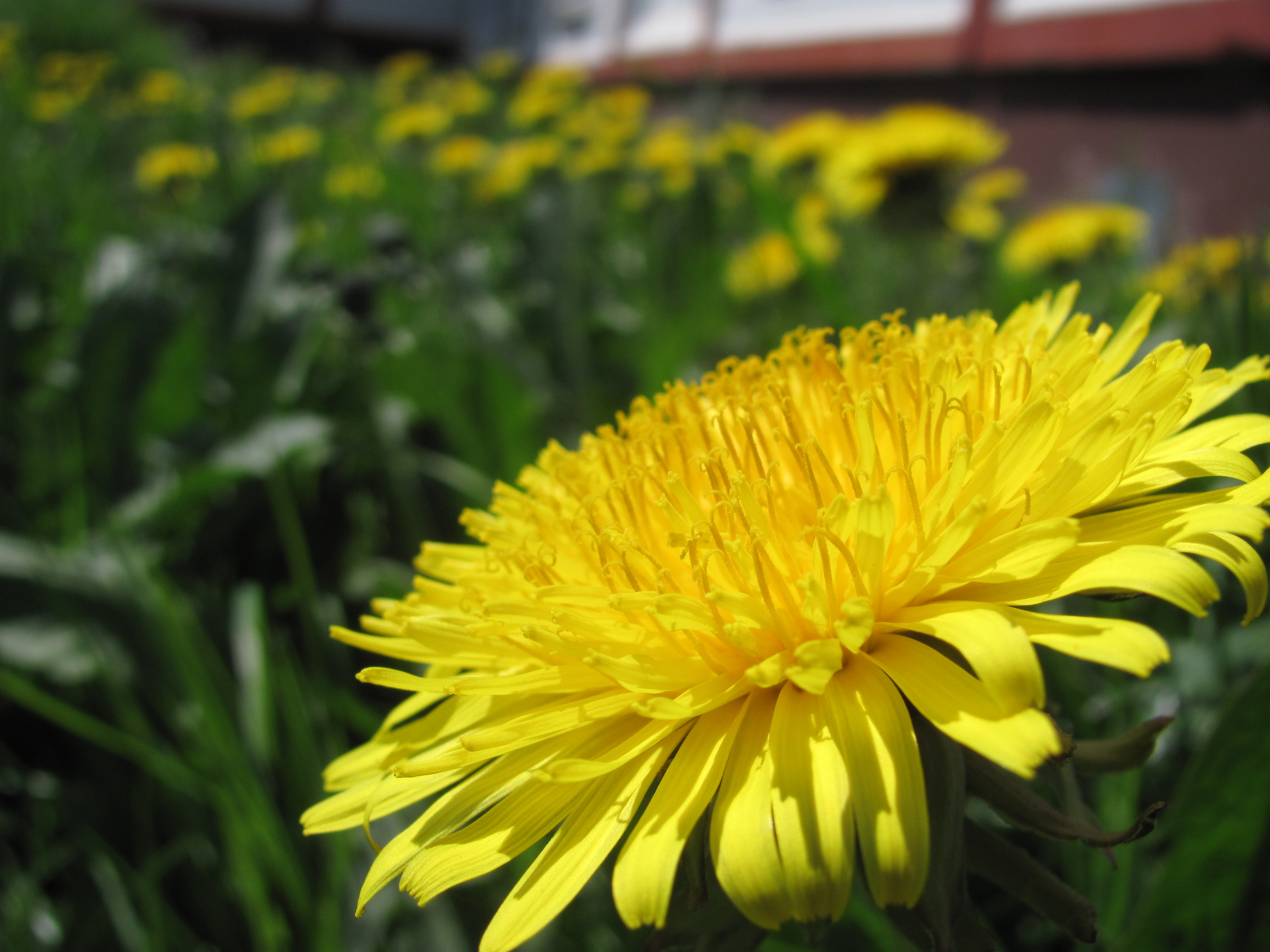
Соцветие одуванчика во дворе многоквартирного дома, Южно-Сахалинск.

Одуванчик употребляют для лечения гепатита, холецистита, жёлчнокаменной болезни, желтухи, гастрита, колита, цистита, для улучшения аппетита и пищеварения, при запоре, метеоризме, а также в качестве противоглистного средства.
Свежие листья и сок из листьев рекомендуют для лечения атеросклероза, кожных заболеваний, при авитаминозе С, анемии.
Настой травы вместе с корнями употребляют при различных заболеваниях печени и жёлчного пузыря, опухолях, водянке, мочекаменной болезни, геморрое. Настой травы применяют при авитаминозах, а также при различных болезнях кожи: сыпях, угрях, фурункулёзе.
В китайской народной медицине все части растения употребляют в качестве жаропонижающего, потогонного, общеукрепляющего средства, а также при сниженном аппетите, укусах змей, для усиления лактации у кормящих матерей, при воспалении лимфатических узлов, фурункулёзе и других кожных заболеваниях.
Одуванчик также применяют внутрь и наружно при фурункулёзе, экземе, кожных сыпях. Масляную настойку корней одуванчика используют как средство при лечении ожогов, а при удалении бородавок и мозолей местно применяют млечный сок растения.
Иногда для лечения экзем готовят мазь из порошка корней одуванчика и мёда в соотношении 1:2.

### В питании
Одуванчик издавна использовался в пищу различными народами, его употребляли как древние китайцы, так и первые поселенцы на Американском континенте.
Его молодые листья часто используются для приготовления салата, известного в продаже в Европе под французским названием «писанли» (при этом листья погружают на 30—40 минут в солевой раствор, чтобы значительно уменьшить их горечь), и борщей, из цветков одуванчика варят варенье и делают вино, из раскрывшихся бутонов готовят «одуванчиковый мёд», а из поджаренных корней — суррогат кофе. Варёные листья употребляются как шпинат.
На Британских островах с давних времён изготовляют очень популярное в Англии вино из цветков одуванчика. Это вино воспел Р. Брэдбери в своей повести «Вино из одуванчиков».
В некоторых странах листья заквашивают, как капусту, маринуют весенние листья.

### Косметика
Одуванчик пользуется широкой популярностью и в народной косметике: маска из его свежих листьев питает, увлажняет и омолаживает кожу, а настой цветков отбеливает веснушки и пигментные пятна.

## Прочие сведения
- Одуванчик сжимает шар — к дождю. Народная примета.[18]
- Глазок золотой на солнце глядит, как солнце нахмурится — глазок прищурится. (загадка)

## Классификация

### Таксономия[19]
Taraxacum officinale F.H.Wigg., 1780, Prim. Fl. Holsat. : 56
Вид Одуванчик лекарственный относится к роду Одуванчик семейства Астровые (Asteraceae) порядка Астроцветные (Asterales). Кладограмма в соответствии с Системой APG IV по состоянию на июнь 2023 года:
|  |                                      |  |                                   |                                   |                    |  | ещё 10 семейств | ещё 10 семейств |                         |  |  |  | еще 2476 подтвержденных видов и 412 таксонов, ожидающих подтверждения |
|  |                                      |  |                                   |                                   |                    |  | ещё 10 семейств | ещё 10 семейств |                         |  |  |  | еще 2476 подтвержденных видов и 412 таксонов, ожидающих подтверждения |
|  |                                      |  |                                   | порядок Астроцветные              |                    |  |                 |                 | род Одуванчик           |  |  |  |                                                                       |
|  |                                      |  |                                   | порядок Астроцветные              |                    |  |                 |                 | род Одуванчик           |  |  |  |                                                                       |
|  | отдел Цветковые, или Покрытосеменные |  |                                   |                                   | семейство Астровые |  |                 |                 | Одуванчик лекарственный |  |  |  |                                                                       |
|  | отдел Цветковые, или Покрытосеменные |  |                                   |                                   | семейство Астровые |  |                 |                 |                         |  |  |  |                                                                       |
|  |                                      |  | ещё 63 порядка цветковых растений | ещё 63 порядка цветковых растений |                    |  |                 | ещё 1787 родов  | ещё 1787 родов          |  |  |  |                                                                       |
|  |                                      |  |                                   | ещё 63 порядка цветковых растений |                    |  |                 |                 | ещё 1787 родов          |  |  |  |                                                                       |

### Синонимы
- Leontodon taraxacum L.
- Chondrilla taraxacum (L.) Stokes
- Taraxacum dens-leonis Desf.
- Taraxacum officinale subsp. vulgare (Benth.) Schinz & R.Keller
- Leontodon taraxacum var. vulgare Benth.